# Vitathatatlan 3.
A Vitathatatlan 3. (eredeti cím: Undisputed III: Redemption) 2010-ben bemutatott amerikai akciófilm, melynek rendezője Isaac Florentine. A film a 2006-os Vitathatatlan 2. című film folytatása, melyben Michael Jai White alakította a főszerepet. A főszerepben, ezúttal az előző film negatív főszereplője, Yuri Boyka (Scott Adkins). A további főbb szerepeket Mykel Shannon Jenkins, Mark Ivanir, Marko Zaror és Hristo Shopov alakítja. Elkészült a film folytatása Vitathatatlan 4. – Piszkos játszma címmel, ami 2016-ban jelent meg, és szintén Adkins a főszereplő.

## Cselekmény
Az előző rész végén az orosz harcos, Yuri Boyka (Scott Adkins) megszégyenítő vereséget szenvedett George "Iceman" Chambers-től (Michael Jai White), aki eltörte a térdét. Veresége és sérülése után Boyka elveszítette korábbi státuszát a börtönben és takarítóként dolgozik. Eközben a maffiafőnök, Gaga (Boyka egykori ügynöke) is csatlakozik a börtönbajnokság házigazdái közé, az úgynevezett "Börtön Spec Viadalhoz" (PSC). A házigazdák a világ legszigorúbban őrzött börtöneiből válogatják össze a legjobb nyolc börtönharcost, akik pénzfogadásos meccseken mérhetik össze egymással az erejüket, a győztes pedig elnyeri szabadságát. Boykának a feltételes szabadlábra helyezését visszautasították, ezután elkezdi titokban edzeni és erősíteni a térdét, hogy újra képes legyen harcolni. Megkezdődik a börtön végső meccse, ahol Gaga embere, Sykov megnyeri a küzdelmet, ezzel ő válik Oroszország legjobb harcosává és indulhat a PSC-ben. Azonban Boyka közbeavatkozik, az őt még mindig tisztelő Gaga engedélyével kiáll Sykov ellen és könnyedén legyőzi őt. Ezzel lehetősége nyílik, hogy belépjen a hamarosan elinduló "Börtönök Spec Viadalára" a Gorgon börtönben, Grúziában. A Gorgonban Boyka és a többi harcos találkozik egymással és a kegyetlen Kuss börtönigazgatóval.
Boyka és a többi harcos – a kolumbiai „Dolor”, vagyis „Fájdalom” becenévre hallgató Raul Quiñones (Marko Zaror) kivételével – a felkészülés mellett kénytelen kemény fizikai munkát is végezni egy kőfejtőben, edzésre mindössze napi egy óra áll rendelkezésükre. A mérkőzések is hamarosan elkezdődnek: az első összecsapásban a brazil capoeira harcos, Andriago Silva küzd meg a görög Petros Mavros ellen, Silva könnyedén győzedelmeskedik. A második harcban az amerikai bokszoló, Jericho „Turbo” Jones csap össze a horvát Andrei Kreitz-al, Turbo kerül ki győztesen. A harmadik mérkőzésben az orosz Boyka a francia Jean Dupont ellen mérheti össze erejét, sikerrel. A negyedik harc Dolor és a koreai Dzsi-lám között zajlik, melyben az ázsiai harcos megalázó és kegyetlen vereséget szenved. A négy vesztes harcost az őrök titokban kivégzik. Boyka és Turbo – utóbbi kötekedő stílusa miatt – szóváltásba keveredik a kőfejtőnél, összeverekednek és magánzárkába kerülnek, ahonnan csak menedzsereik közbenjárásának köszönhetően szabadulnak ki.
Hamarosan nyilvánvalóvá válik, hogy Gaga elárulta Boykát és a favoritként számon tartott Dolorra fogadott a megbundázott viadalon. Az orosz harcos összebarátkozik korábbi ellenlábasával, Turbóval és a fizikai munkát edzésként kihasználva együtt készülnek a közelgő megmérettetésre. A következő napon megkezdődik az első harc a bajnokság elődöntőjében, amelyben Boyka csap össze a brazil Andriago Silvával. Boyka sérült térde problémákat okoz, de sikerül megadásra kényszerítenie ellenfelét. Veresége után Silvával is az őrök sortüze végez. Dolor győzelmének biztosítása érdekében a börtönigazgató provokálni kezdi a lobbanékony természetű Turbót és kegyetlenül megvereti őreivel, képtelenné téve őt a további versenyzésre. Amikor az egy fogolytársuktól megtudják, hogy a vesztes harcosokat valójában nem küldik haza, hanem titokban kivégzik, Boyka segít a korábban a Tengerészgyalogságnál szolgáló Turbónak a szökésben, de ő maga fogságba esik. Szembesülve Gaga árulásával a dühös Boyka felkészül a Dolor elleni döntőre.
A végső meccs Dolor javára indul jól, Boyka brutális verést kap a ringben és térde is még súlyosabban megsérül. A szorítóból kizuhanó Boyka egy felmosóronggyal kötözi be térdét és visszaemlékezve megaláztatásokkal teli múltjára, újult erővel lép ismét Dolor elé. A folytatódó küzdelem során, melyben Boyka megmutatja harci tudásának új elemeit is, a térdével eltöri Dolor sípcsontját, ezzel a meccs véget ér. Bár a szabályok szerint Boyka elnyerné szabadságát, a börtönigazgató – Turbo megszöktetése miatt – halálra ítéli és személyesen akar végezni vele. Turbo azonban a kivégzés helyszínére érkezik és agyonlövi az igazgatót, valamint a többi börtönőrt. Ezután elvezeti Boykát a várakozó Gagához, aki valójában végig kitartott mellette és minden pénzét saját emberére tette fel, bízva a feldühített harcos képességeiben. Boyka megkapja részesedését a meccs nyereményéből, elbúcsúzik Turbótól és a film legvégén, szabad emberként, örömmel és izgalommal kezd el futni a közeli város felé.

## Szereplők
| Szereplő                                 | Színész               | Magyar hang         |
| ---------------------------------------- | --------------------- | ------------------- |
| Yuri Boyka                               | Scott Adkins          | Barabás Kiss Zoltán |
| Jericho "Turbó" Jones / amerikai harcos  | Mykel Shannon Jenkins | Varga Rókus         |
| Raul "Dolor" Quiñones / kolumbiai harcos | Marko Zaror           | Turi Bálint         |
| Gaga                                     | Mark Ivanir           | Scherer Péter       |
| Gio Farnatti                             | Robert Costanzo       | Várkonyi András     |
| Rezo                                     | Vernon Dobtcheff      | Blaskó Péter        |
| Kuss börtönigazgató                      | Hristo Shopov         | Epres Attila        |
| Markov börtönigazgató                    | Valentin Ganev        | ?                   |
| Vladimir Sykov                           | Esteban Cueto         | ?                   |
| Öreg vízhordó                            | Anton Trendafilov     | Jakab Csaba         |
| Andriago Silva / brazil harcos           | Lateef Crowder        | Orosz Ákos          |
| Jean Dupont / francia harcos             | Trayan Milenov-Troy   | ?                   |
| Petros Mavros / görög harcos             | Radoslav Parvanov     | ?                   |
| Andrei Kreitz / horvát harcos            | Dimitar Doichinov     | ?                   |
| Dzsi-Lám / koreai harcos                 | Ilram Choi            | ?                   |
| Őr                                       | Kiril Efremov         | Törköly Levente     |

## Megjelenés
A film 2010. június 1-én jelent meg az Amerikai Egyesült Államokban.

### Bevétel
A film 282 548 dolláros bevételt termelt Libanonban és az Egyesült Arab Emírségekben.